# جوناثان جاسبر رايت
جوناثان جاسبر رايت (بالإنجليزية: Jonathan Jasper Wright)‏ هو رجل قضاء ومحامي وقاضي أمريكي، ولد في 1840 في مقاطعة لوزيرن في الولايات المتحدة، وتوفي في 1885 في تشارلستون في الولايات المتحدة.